# Plusia kamtschadala
Plusia kamtschadala là một loài bướm đêm trong họ Noctuidae.